# Association nationale des élus communistes et républicains
L'Association nationale des élus communistes et républicains (ANECR) est une association loi de 1901 qui a été fondée en 1977.

## Présentation
L'ANECR a pour objet de rassembler les élus « communistes et d’autres membres du Front de Gauche, apparentés, partenaires, républicains, organisés ou non dans un parti », « d’aider les élu-e-s dans l’accomplissement du mandat qu'ils détiennent ».
Chaque membre représente l'association à son échelon local (régional, départemental ou municipal).
À l'occasion de son congrès de novembre 2016, l'ANECR lance la campagne « Commune debout » pour une préservation du rôle des communes face à un pouvoir central qualifié de « technocratique »,.

## Direction

### Présidents
- 1977-1987 : Marcel Rosette
- 1987-1991 : Robert Clément
- 1991-1994 : Robert Hue[4]
- À partir du 4 mai 1995 : André Lajoinie[5]

[…]
- 2001-2005 : Jean-Louis Bargero
- 2005-25 août 2006 : Bernard Birsinger
- 14 octobre 2006[6]-5 octobre 2010[7] : André Chassaigne
- 5 octobre 2010[7]-2016 : Dominique Adenot
- 2016-2019 : Patrice Bessac[8],[9]
- Depuis 2019 : Ian Brossat[10]

### Secrétaires généraux
- 1984-1987 : Robert Clément

[…]
- 1989-1991 : Robert Hue[4]
- 1991-2001 : Jean-Louis Bargero
- À partir de 2001 : Marc Everbecq
- Jusqu'en 2016 : Jean-Jacques Paris
- Depuis 2016 : Romain Marchand (premier adjoint au maire d'Ivry-sur-Seine)[2].